# Allotinus atacinus
Allotinus atacinus är en fjärilsart som beskrevs av Hans Fruhstorfer 1915. Allotinus atacinus ingår i släktet Allotinus och familjen juvelvingar. Inga underarter finns listade i Catalogue of Life.